# Boxe nos Jogos Pan-Americanos de 1967
As competições de boxe nos Jogos Pan-Americanos de 1967 foram realizadas em Winnipeg, Canadá. Esta foi a quinta edição do esporte nos Jogos Pan-Americanos, tendo sido disputado apenas entre os homens.

## Medalhistas
| Evento                           | Ouro                | Prata             | Bronze                              |
| -------------------------------- | ------------------- | ----------------- | ----------------------------------- |
| Peso mosca detalhes              | Francisco Rodriguez | Ricardo Delgado   | Walter Henry Harlan Marbley         |
| Peso galo detalhes               | Juvencio Martínez   | Fermín Espinoza   | Guillermo Velazquez Armando Mendoza |
| Peso pena detalhes               | Miguel García       | Francisco Oduardo | Freiton Caban Albert Robinson       |
| Peso leve detalhes               | Enrique Regüeiferos | Luis Minami       | Ronald Harris Juan Rivero           |
| Peso meio-médio-ligeiro detalhes | James Wallington    | Hugo Sclarandi    | Alfredo Morales Guillermo Salcedo   |
| Peso meio-médio detalhes         | Andres Molina       | Mario Guilloti    | Alfonso Ramírez Jesse Valdez        |
| Peso médio-ligeiro detalhes      | Rolando Garbey      | Víctor Galíndez   | Agustin Zaragoza Donato Paduano     |
| Peso médio detalhes              | Jorge Ahumada       | Luis Fabre        | Joaquin Delis Carlos Franco         |
| Peso meio-pesado detalhes        | Arthur Redden       | Juan José Torres  | Manuel Castanon Marijan Kholar      |
| Peso pesado detalhes             | Forrest Ward        | José Cabrera      | Ricardo Aguad                       |

## Quadro de medalhas
| Posiçào | Nação              |    |    |    | Total |
| ------- | ------------------ | -- | -- | -- | ----- |
| 1       | CUB Cuba           | 3  | 3  | 1  | 7     |
| 2       | USA Estados Unidos | 3  | 0  | 4  | 7     |
| 3       | ARG Argentina      | 2  | 4  | 1  | 7     |
| 4       | MEX México         | 1  | 1  | 4  | 6     |
| 5       | VEN Venezuela      | 1  | 0  | 2  | 3     |
| 6       | BRA Brasil         | 0  | 1  | 0  | 1     |
|         | PER Peru           | 0  | 1  | 0  | 1     |
| 8       | CAN Canadá         | 0  | 0  | 3  | 3     |
| 9       | URU Uruguai        | 0  | 0  | 2  | 2     |
| 10      | CHI Chile          | 0  | 0  | 1  | 1     |
|         | PUR Porto Rico     | 0  | 0  | 1  | 1     |
| Total   | Total              | 10 | 10 | 19 | 39    |